# Vergas
Vergas is een plaats (city) in de Amerikaanse staat Minnesota, en valt bestuurlijk gezien onder Otter Tail County.

## Demografie
Bij de volkstelling in 2000 werd het aantal inwoners vastgesteld op 311.
In 2006 is het aantal inwoners door het United States Census Bureau geschat op 301, een daling van 10 (-3.2%).

## Geografie
Volgens het United States Census Bureau beslaat de plaats een oppervlakte van
3,9 km², waarvan 3,8 km² land en 0,1 km² water. Vergas ligt op ongeveer 418 m boven zeeniveau.

## Plaatsen in de nabije omgeving
De onderstaande figuur toont nabijgelegen plaatsen in een straal van 24 km rond Vergas.